# Luís Castro (allenatore di calcio 1961)
Luís Manuel Ribeiro de Castro (Vila Real, 3 settembre 1961) è un allenatore di calcio ed ex calciatore portoghese, di ruolo difensore tecnico dell'Al-Wasl.

## Carriera
Dopo aver militato, tra le altre, nel Leiria (seconda divisione) e nel Vitória Guimarães (prima divisione), nel 1997 si ritira dall'attività agonistica.
Da allenatore guida il Penafiel alla salvezza nel 2005, ma non riesce ad evitare la retrocessione nella stagione successiva. Nel 2013 firma un contratto con il Porto, andando ad allenare la seconda squadra. Il 5 marzo 2014 è promosso in prima squadra come allenatore ad interim, riuscendo a qualificare il Porto ai quarti di finale di Europa League dopo aver eliminato il Napoli (3-2 il risultato complessivo). Tornato alla guida del Porto B, nel 2016 viene ingaggiato dal Rio Ave. L'anno dopo allena il Chaves, con cui arriva sesto e sfiora la qualificazione in Europa League. Nella stagione 2018-19 allena il Vitória Guimarães, conducendolo al quinto posto.
Nel 2019 viene ingaggiato dallo Šachtar con un contratto biennale. Nella stagione 2019-20 vince il campionato ucraino e raggiunge le semifinali di Europa League. Nel 2020-21 arriva secondo in campionato, e a fine stagione il suo contratto non viene rinnovato.
Il 10 agosto 2021 diventa il nuovo tecnico dell'Al-Duhail. Il 13 marzo 2022 lascia il club qatariota e contestualmente si accasa al Botafogo, club brasiliano con cui vince la Taça Rio nell'aprile 2023. Il 30 giugno 2023 lascia la squadra brasiliana e sei giorni dopo firma per l'Al-Nassr, club saudita, con cui al primo anno vince la Coppa dei Campioni araba per club 2023 e si piazza secondo in campionato. Il 17 settembre 2024 viene esonerato.

## Statistiche

### Statistiche da allenatore
Statistiche aggiornate al 18 marzo 2023. In grassetto le competizioni vinte.
| Stagione        | Squadra           | Campionato      | Campionato | Campionato | Campionato | Campionato | Coppe nazionali | Coppe nazionali | Coppe nazionali | Coppe nazionali | Coppe nazionali | Coppe continentali | Coppe continentali | Coppe continentali | Coppe continentali | Coppe continentali | Altre coppe | Altre coppe | Altre coppe | Altre coppe | Altre coppe | Totale | Totale | Totale | Totale | % Vittorie | Piazzamento |
| Stagione        | Squadra           | Comp            | G          | V          | N          | P          | Comp            | G               | V               | N               | P               | Comp               | G                  | V                  | N                  | P                  | Comp        | G           | V           | N           | P           | G      | V      | N      | P      | %          | Piazzamento |
| --------------- | ----------------- | --------------- | ---------- | ---------- | ---------- | ---------- | --------------- | --------------- | --------------- | --------------- | --------------- | ------------------ | ------------------ | ------------------ | ------------------ | ------------------ | ----------- | ----------- | ----------- | ----------- | ----------- | ------ | ------ | ------ | ------ | ---------- | ----------- |
| set. 2004-2005  | Penafiel          | PL              | 32         | 13         | 4          | 15         | CP              | 3               | 2               | 0               | 1               | -                  | -                  | -                  | -                  | -                  | -           | -           | -           | -           | -           | 35     | 15     | 4      | 16     | 42,86      | Sub, 11°    |
| 2005-2006       | Penafiel          | PL              | 34         | 2          | 9          | 23         | CP              | 1               | 0               | 0               | 1               | -                  | -                  | -                  | -                  | -                  | -           | -           | -           | -           | -           | 35     | 2      | 9      | 24     | &5,71      | 18°         |
| Totale Penafiel | Totale Penafiel   | Totale Penafiel | 66         | 15         | 13         | 38         |                 | 4               | 2               | 0               | 2               |                    | -                  | -                  | -                  | -                  |             | -           | -           | -           | -           | 70     | 17     | 13     | 40     | 24,29      |             |
| mar.-mag. 2014  | Porto             | PL              | 9          | 6          | 0          | 3          | CP+CdL          | 2+1             | 1+0             | 0+1             | 1+0             | UEL                | 4                  | 2                  | 1                  | 1                  | -           | -           | -           | -           | -           | 16     | 9      | 2      | 5      | 56,25      | Interim 3°  |
| nov. 2016-2017  | Rio Ave           | PL              | 24         | 11         | 5          | 8          | CP+CdL          | 0+3             | 0+2             | 0+0             | 0+1             | -                  | -                  | -                  | -                  | -                  | -           | -           | -           | -           | -           | 27     | 13     | 5      | 9      | 48,15      | Sub, 7°     |
| 2017-2018       | Chaves            | PL              | 34         | 13         | 8          | 13         | CP+CdL          | 2+1             | 1+0             | 0+0             | 1+1             | -                  | -                  | -                  | -                  | -                  | -           | -           | -           | -           | -           | 37     | 14     | 8      | 15     | 37,84      | 6°          |
| 2018-2019       | Vitória Guimarães | PL              | 34         | 15         | 7          | 12         | CP+CdL          | 4+1             | 3+0             | 0+0             | 1+1             | -                  | -                  | -                  | -                  | -                  | -           | -           | -           | -           | -           | 39     | 18     | 7      | 14     | 46,15      | 5°          |
| 2019-2020       | Šachtar           | PL              | 32         | 26         | 4          | 2          | KU              | 1               | 0               | 0               | 1               | UCL+UEL            | 6+6                | 1+4                | 3+1                | 2+1                | SU          | 1           | 0           | 0           | 1           | 45     | 31     | 8      | 6      | 68,89      | 1°          |
| 2020-2021       | Šachtar           | PL              | 26         | 16         | 6          | 4          | KU              | 1               | 0               | 0               | 1               | UCL+UEL            | 6+4                | 2+2                | 2+0                | 2+2                | SU          | 1           | 0           | 0           | 1           | 38     | 20     | 8      | 10     | 52,63      | 2°          |
| Totale Sachtar  | Totale Sachtar    | Totale Sachtar  | 58         | 42         | 10         | 6          |                 | 2               | 0               | 0               | 2               |                    | 22                 | 9                  | 6                  | 7                  |             | 2           | 0           | 0           | 2           | 84     | 51     | 16     | 17     | 60,71      |             |
| 2021-2022       | Al-Duhail         | QSL             | 22         | 14         | 5          | 3          | EQC             | 4               | 4               | 0               | 0               | -                  | -                  | -                  | -                  | -                  | -           | -           | -           | -           | -           | 26     | 18     | 5      | 3      | 69,23      | 2°          |
| 2022            | Botafogo          | A               | 38         | 15         | 8          | 15         | CB              | 4               | 2               | 0               | 2               | -                  | -                  | -                  | -                  | -                  | -           | -           | -           | -           | -           | 42     | 17     | 8      | 17     | 40,48      | 11°         |
| 2023            | Botafogo          | A/RJ+A          | 11+4+12    | 6+3+10     | 1+1+0      | 4+0+2      | CB              | 6               | 4               | 1               | 1               | CS                 | 6                  | 2                  | 4                  | 0                  | -           | -           | -           | -           | -           | 39     | 25     | 7      | 7      | 64,10      | Dim         |
| Totale Botafogo | Totale Botafogo   | Totale Botafogo | 15+50      | 9+25       | 2+8        | 4+17       |                 | 10              | 6               | 1               | 3               |                    | 6                  | 2                  | 4                  | 0                  |             | -           | -           | -           | -           | 81     | 42     | 15     | 24     | 51,85      |             |
| 2023-2024       | Al-Nassr          | SPL             | 34         | 26         | 4          | 4          | KC              | 5               | 4               | 1               | 0               | ACL                | 11                 | 8                  | 2                  | 1                  | SS+CdC      | 1+6         | 0+4         | 0+2         | 1+0         | 57     | 42     | 9      | 6      | 73,68      | 2°          |
| lug.-sett. 2024 | Al-Nassr          | SPL             | 3          | 1          | 2          | 0          | KC              | 0               | 0               | 0               | 0               | ACL                | 1                  | 0                  | 1                  | 0                  | SS          | 2           | 1           | 0           | 1           | 6      | 2      | 3      | 1      | 33,33      | Eson.       |
| Totale Al-Nassr | Totale Al-Nassr   | Totale Al-Nassr | 37         | 27         | 6          | 4          |                 | 5               | 4               | 1               | 0               |                    | 12                 | 8                  | 3                  | 1                  |             | 9           | 5           | 2           | 2           | 63     | 44     | 12     | 7      | 69,84      |             |
| Totale carriera | Totale carriera   | Totale carriera | 349        | 177        | 64         | 108        |                 | 39              | 23              | 3               | 13              |                    | 44                 | 21                 | 14                 | 9                  |             | 11          | 5           | 2           | 4           | 443    | 226    | 83     | 134    | 51,02      |             |

## Palmarès

### Giocatore
- Segunda Divisão: 1

União Leiria: 1980-1981

### Allenatore

#### Competizioni nazionali
- Campionato ucraino: 1

Šachtar: 2019-2020
- Coppa dell'Emiro del Qatar: 1

Al-Duhail: 2022
- Taça Rio: 1

Botafogo: 2023

#### Competizioni internazionali
- Coppa dei Campioni araba per club: 1

Al-Nassr: 2023